# 사학자
사학자(史學者, 영어: historian), 또는 역사가(歷史家), 역사학자(歷史學者)는 과거에 대해 연구하고 과거에 대한 글을 쓰는 사람으로서, 그에 대한 권위가 있는 것으로 간주되는 사람이다. 역사가들은 인류와 관련한 과거의 사건들과 역사 전반에 대한 연구를 계속한다.
사학자는 독일 등에서 연구 중점 대학교들이 출현하면서 19세기 말에 전문적인 직업이 되었다.

## 같이 보기
- 역사학